# Csanádapáca

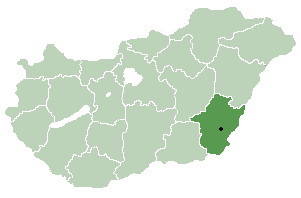
Ubicación del Condado de Békés en Hungría

Csanádapáca es un pueblo en el Condado de Békés, en la región de Dél-Alföld, en el sudeste de Hungría.

## Geografía
Cubre una área de 51.31 km² y tiene una población de 2.527 personas (2015).